# Скандал с китайским молоком (2008)

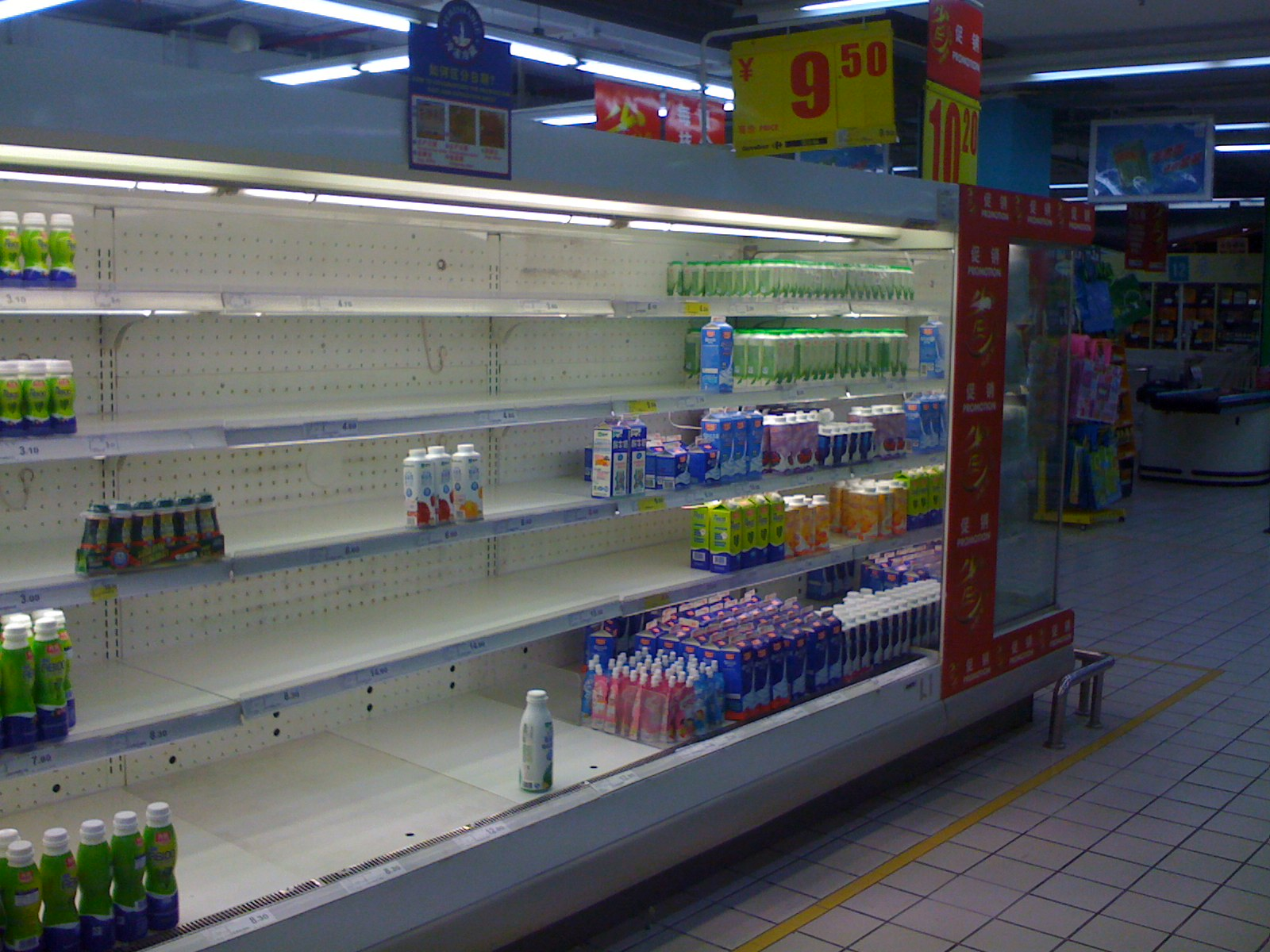
Пустые полки в китайских магазинах — результат скандала

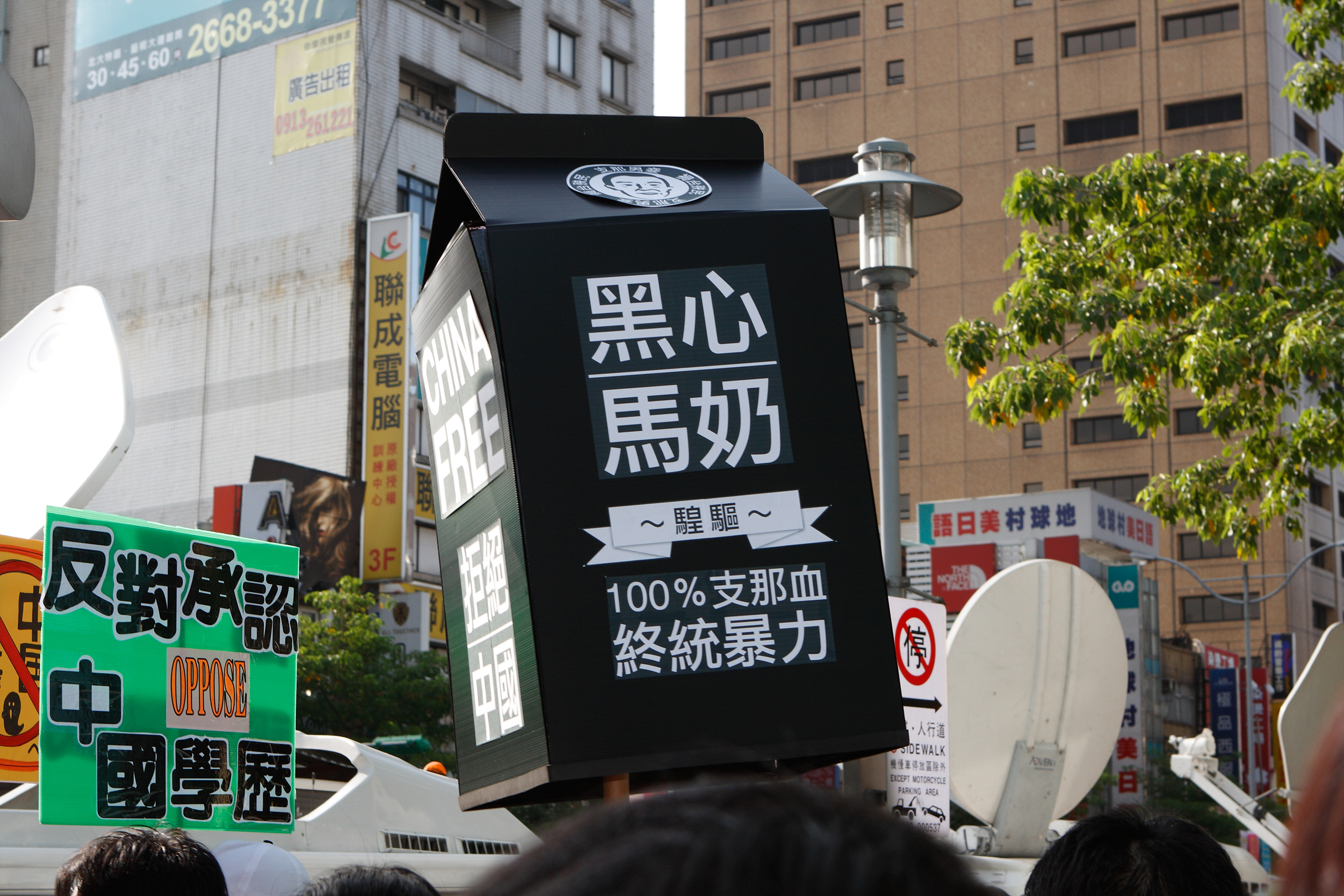
Полмиллиона человек участвовали в антикитайской демонстрации на Тайване

Меламиновый скандал — скандал с китайским молоком в октябре 2008 года, когда выяснилось, что ряд китайских производителей пищевых продуктов добавляли в продукцию меламин с целью повышения измеряемой концентрации белка, в результате чего продукты, в число которых входили и широко применяемые сухие молочные смеси для грудных детей, становились опасными для здоровья. Скандал привёл к массовым протестам в ряде стран, широкомасштабному изъятию продукции из продажи, в ряде случаев — к вынужденному ребрендингу некоторых видов продукции, оказавшейся скомпрометированной. По некоторым источникам, меламиновые добавки стали причиной заболеваний у нескольких десятков тысяч детей, в том числе по меньшей мере шести смертельных случаев.

## Суть дела
В октябре 2008 года выяснилось, что некоторые китайские компании-производители пищевых продуктов добавляли меламин в пищу для повышения кажущейся концентрации белка (при измерении некоторыми принятыми методами концентрация белка определяется по количеству азота в продукции, которое при добавлении меламина значительно повышается).
Меламин добавлялся в такие продукты, как молоко (сухое и обычное) для увеличения содержания белка, шоколадные батончики, растворимый кофе, драже и печенье, в качестве эмульгатора. Меламин обнаружился также в продукции компаний «Cadbury», «Guanshengyuan», «Nestle» (в шоколаде Kit Kat), «Mars» (в шоколадных батончиках Snickers и шоколадных драже M&M’s), производимой в Китае.
Меламин считается низкотоксичным веществом, но в ряде исследований получены данные о злокачественных заболеваниях и образовании камней в мочевыводящей системе при длительном потреблении пищи, содержащей сверхвысокие концентрации меламина.
При большом содержании меламина в молочных продуктах, после натуральных химических процессов, появляется ярко выраженный кормовой запах[что?].
Также сообщалось, что общее число детей, отравившихся некачественной молочной продукцией, составило около 300 тысяч, из них 53 тысячи — в Китае, погибло шестеро детей и 100 находились в критическом состоянии.
Представители пищевых компаний утверждают, что меламин был обнаружен лишь в продукции, которая предназначалась для азиатских рынков, и в товарах, продающихся в Европе, его нет.
На территории СНГ случаи отравления меламином пока не замечены.

## Судебное разбирательство
В результате широкомасштабной проверки, инициированной правительством Китая, были выявлены виновники, которые тотчас были отданы под суд. Среди обвиняемых, двое (Гэн Цзипин — руководитель предприятия, которое продавало молоко, содержащее меламин, и Чжан Юйцзюнь — руководитель предприятия, которое производило и продавало меламин молочным компаниям) приговорены к смертной казни, двое — к пожизненному заключению, и еще несколько фигурантов — к длительным срокам заключения.